# Gholamreza Takhti

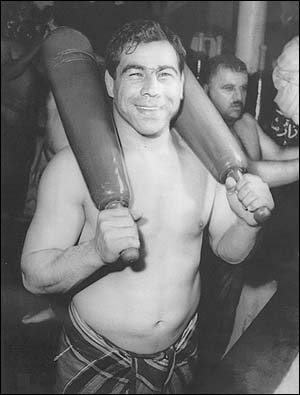
Gholamreza Takhti

Gholamreza Takhti (persiska غلامرضا تختی), född 27 augusti 1930 i Teheran, Iran, död 7 januari 1968), är Irans mest berömde brottare genom tiderna. Han var berömd för sin sportslighet och sitt kurage. Han är ännu känd under smeknamnet Jahan Pahlavan, "världshjälten".

## Medaljer

### Olympiska spelen
- Guld Melbourne 1956
- Silver Helsingfors 1952
- Silver Rom 1960

### Världsmästerskapen
- Guld 1959 Teheran
- Guld 1961 Yokohama
- Silver 1951 Helsingfors
- Silver 1962 Toledo

### Asiatiska mästerskapen
- Guld Tokyo 1958

## Död
Gholamreza Takhti avled den 7 januari 1968. Han upptäcktes död på ett hotellrum. Enligt iranska myndigheternas uppgifter tog han sitt eget liv. Wrestlern Hossein Khosrow Ali Vaziri har dock en annan version, att han blev mördad.